# Prostitution i Hongkong
Prostitution i Hongkong är i sig självt lagligt, men organiserad prostitution är olaglig. Det finns lagar mot bordellverksamhet med mera. De mest kända lokalerna där prostitution förekommer, särskilt för turister, är massageinstitut och de så kallade "japanska nattklubbarna". 

## Historik
Åren 1879 till 1932 var prostitution laglig men reglerad som reglementerad prostitution. De prostituerade var tvungna att registrera sig för att erhålla en licens för sin verksamhet, och avkrävdes skatt. Regelbundna hälsokontroller var obligatoriska.

## Former
- Gatuprostition, förekommer bland annat i distrikten Yau Ma Tei, Sham Shui Po, Tsuen Wan, Yuen Long och Tuen Mun.
- I hemmet
- Bastuar och massageinstitut
- Nattklubbsarbetare
- Frilans

## Filmer om prostitution i Hongkong
- Kärlek i Hongkong (originaltitel The World of Suzie Wong, 1961)
- Call Girl 1988 (應召女郎一九八八 Yìngzhào Nǚláng Yījiǔbābā)
- Hong Kong Gigolo (香港舞男) (1990), med Simon Yam
- Girls Without Tomorrow 1992 (現代應召女郎, 92應召女郎) (1992), med Vivian Chow
- Call Girls '94 (94應召女郎) (1994)
- Durian Durian (榴槤飄飄, 榴槤飄香) (2000), regisserad av Fruit Chan
- Hollywood Hong-Kong (香港有個荷里活) (2001), regisserad av Fruit Chan
- Public Toilet (人民公廁) (2002), regisserad av Fruit Chan
- Golden Chicken (金雞) (2002), med Sandra Ng
- Golden Chicken 2 (金雞2) (2004), med Sandra Ng
- Whispers and Moans (性工作者十日談) (2007) , en film av Herman Yau baserad på boken med samma namn, med Athena Chu, och Mandy Chiang

## Böcker om prostitution i Hongkong
- Yeeshan Yang (2006), Whispers and Moans: Interviews with the men and women of Hong Kong's sex industry, Blacksmith Books